# Araucaria rulei
Araucaria rulei — вид хвойних рослин родини араукарієвих.

## Поширення, екологія
Країни проживання: Нова Каледонія. Живе на висотах від 400 до 800 м. Дерева, як правило, розкидані й рідко утворюють щільні деревостани.

## Морфологія
Дерево до 30 м заввишки, з павукоподібною кроною. Кора темно-коричнева, відлущується в тонкі смужки або лускатим. Молоді листки вузькі, лускоподібні, увігнуті, різко гострі. Дорослі листки лускоподібні, темно-зелені, скручені, вершина вигнута, довжиною 2–2,5 см й 1.1–1.4 см шириною. Чоловічі шишки циліндричні, 13 см у довжину і 30 мм завширшки, мікроспорофіли трикутні. Жіночі шишки до 12 см завдовжки і 8 см завширшки. Насіння до 3 см завдовжки, горішки з подовженим кінчиком, крила яйцюваті.

## Використання
В Австралії це є досить поширеним декоративним деревом.

## Загрози та охорона
Вид пережив різкий спад, через видобуток нікелю і пов'язаної діяльності. Загалом, відновлюється погано і росте повільно. Жодна з субпопуляцій не захищена.